# Retrat del cardenal Niccolò Albergati

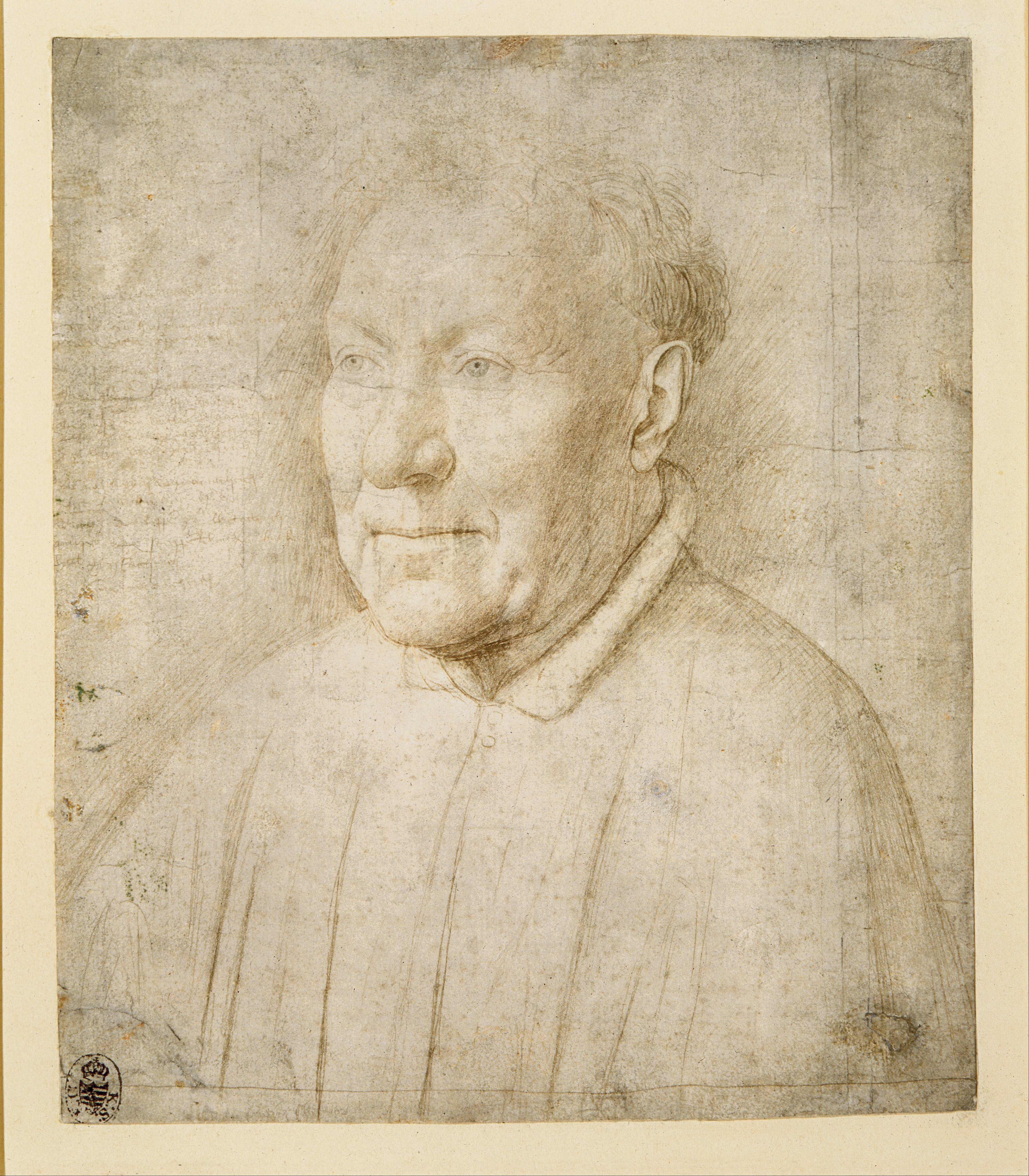
El dibuix preparatori

El Retrat de Niccolò Cardinal Albergati és una pintura del pintor primitiu flamenc Jan van Eyck, datada al voltant de 1431 i actualment està allotjada al Museu d'Història de l'Art de Viena, Àustria.
Niccolò Albergati era un diplomàtic que treballa per al papa Martí V. Durant un congrés de pau a Anvers entre el 8 i l'11 de desembre de 1431 per a negociar la pau entre França i Anglaterra,, va conèixer Van Eyck, qui va fer només uns esbossos per acabar el retrat posteriorment, encara que aquest és l'únic dibuix de Jan van Eyck autentificat.
en quin l'artista va afegir notes en els colors per tal d'executar un retrat de pintura més tard. El dibuix és ara en el Gemäldegalerie Alte Meister de Dresden, Alemanya.
El cardenal està retratat de tres-quarts, com era habitual a la pintura flamenca de l'època des dels anys 1430, amb un fons fosc que realça la figura,que està il·luminada per una font lleugera brillant.
Tan comú en l'obra de Van Eyck, l'atenció als detalls és màxima, gràcies a la seva tècnica que utilitza capes successives de colors diluïdes amb oli, que li va permetre efectes profunds de transparència i claredat. La comparació amb el dibuix preparatori mostra que Van Eyck va canviar diversos detalls realistes, com la profunditat de les espatlles, la corba més baixa del nas, la profunditat de la boca i principalment la mida de l'orella, potser per enfortir la impressió de maduresa i, consegüentment, d'autoritat del cardenal.